# Pteromalus bienna
Pteromalus bienna är en stekelart som beskrevs av Walker 1848. Pteromalus bienna ingår i släktet Pteromalus och familjen puppglanssteklar. Inga underarter finns listade i Catalogue of Life.